# Инспицијент
Инспицијент (латински inspicere = надгледати) је стручно лице у позоришту које води процес приказивања представе на сцени, стара се да сви учесници и елементи представе буду спремни за почетак, а током извођења координира рад свих учесника (извођачи, сценска техника, расветљивачи, тон мајстори...) и води рачуна да технички квалитет представе буде онакав какав је на премијери установљен.
У филмским студијима, телевизијским и радио-станичним режијама, је лице које на главном пулту, према књизи снимања, одн. према програмској шеми, контролише тачност извођења у садржајном и техничком погледу.